# Salvator Rosa

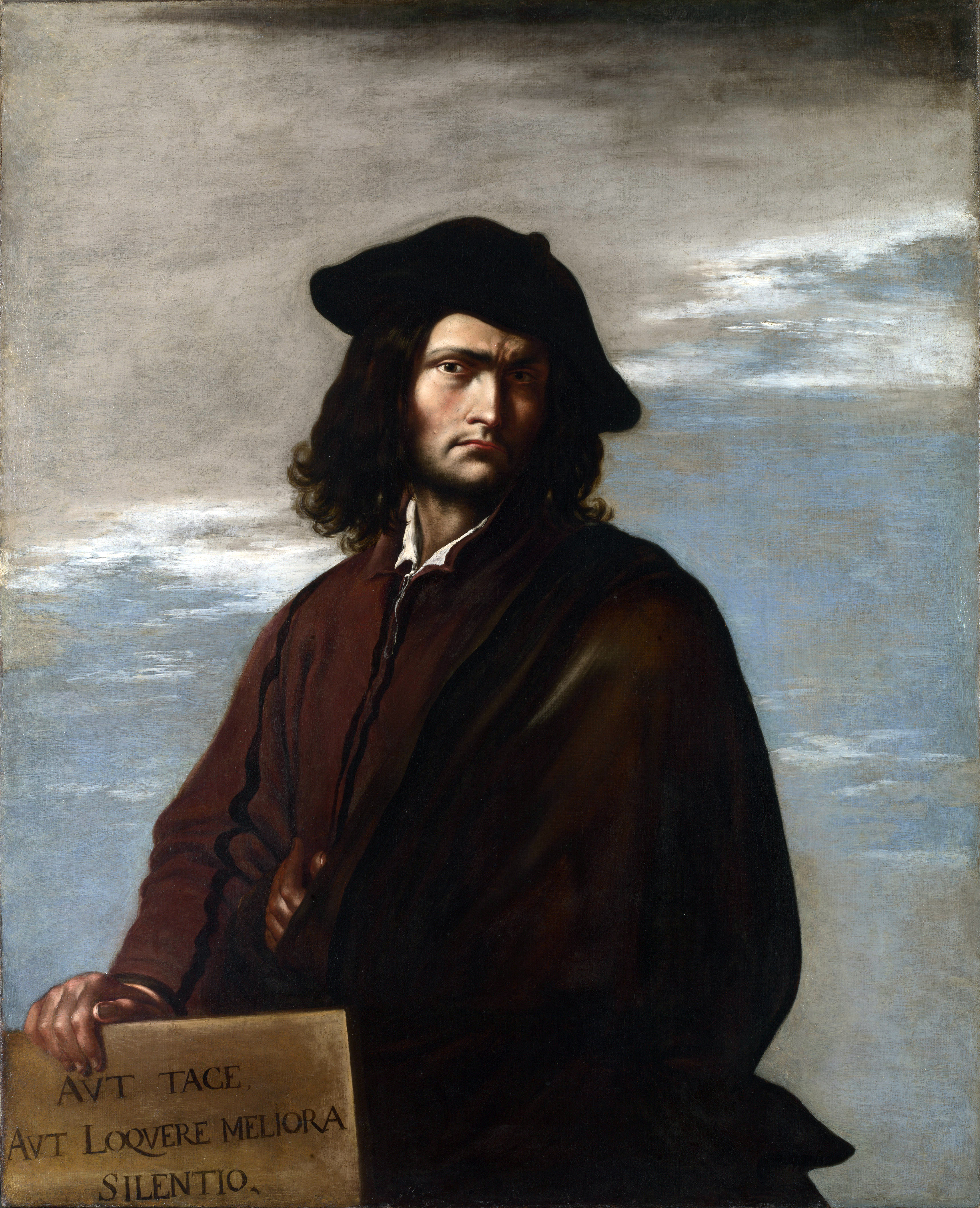
Selbstbildnis Salvator Rosas aus dem Jahre 1640.

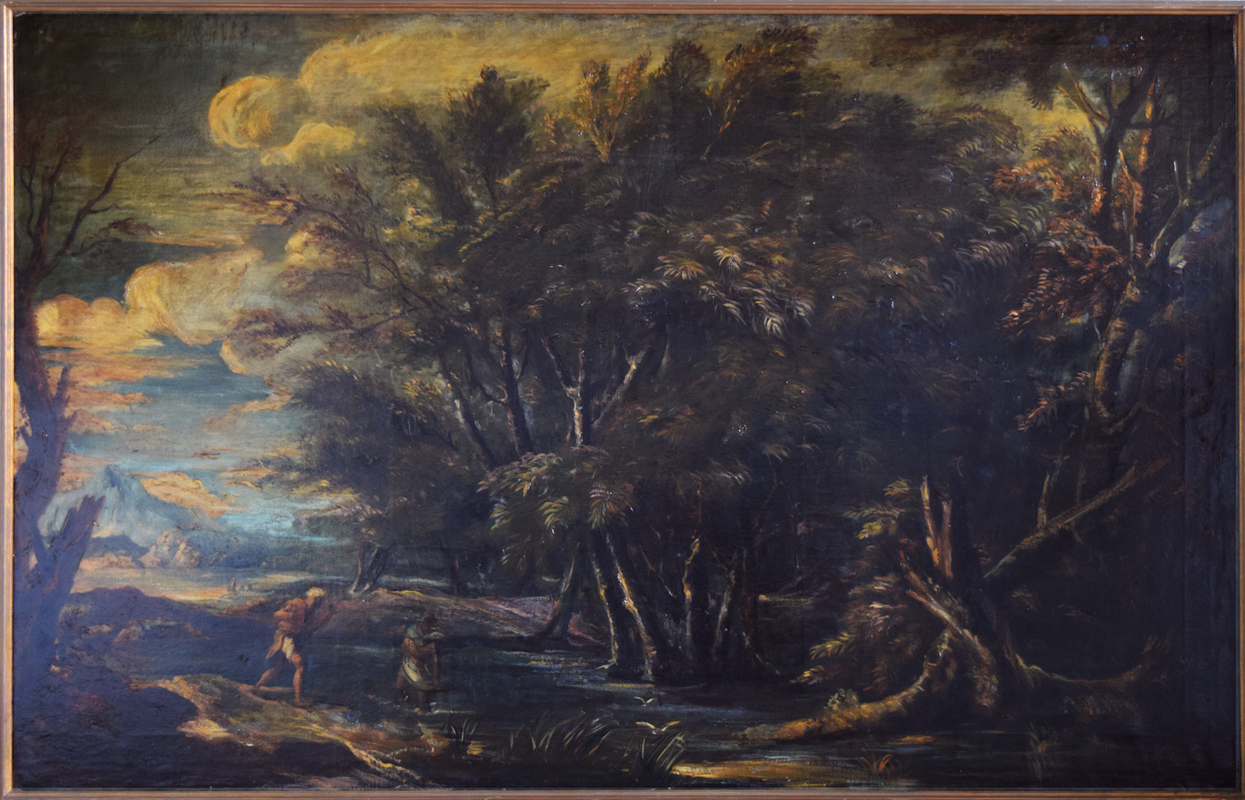
Salvator Rosa Nachfolger, gemalt vor 1837, „Landschaft mit Merkur und dem verlogenen Holzfäller“

Salvator Rosa, genannt Salvatoriello (* 20. Juni, 21. oder 22. Juli 1615 in Arenella, Neapel; † 15. März 1673 in Rom) war ein italienischer Zeichner, Maler, Dichter und Schauspieler. Rosa gehört zu den extravagantesten Künstlerpersönlichkeiten des 17. Jahrhunderts. In manchen älteren Quellen war auch das Jahr 1605 als Geburtsjahr angegeben.
Seine Darstellungen wilder und bergiger Landschaften zählen zu seinen beliebtesten und einflussreichsten Werken, die den extremen Gegensatz zu den pastoralen Landschaften seines Zeitgenossen Claude Lorraine bilden. Allerdings gehören auch makabre Bildthemen sowie philosophische Allegorien und Historien zu seinen Sujets. Als Dichter gehört er zu den wichtigsten italienischen Satirikern seiner Zeit.

## Leben
Rosa war der Sohn eines Landvermessers. Entgegen seiner Neigungen wurde er zunächst dazu bestimmt ein Geistlicher zu werden. Zu diesem Zweck wurde er auf das „Colleggio  della Congregazione Somasoa“ geschickt. Da ihm das nachfolgende Studium der Mönchsphilosophie nicht behagte, wurde er als untauglich des Collegiums verwiesen. Er wandte sich daraufhin dem Studium der klassischen Literatur, Poesie und der Musik zu und gelangte 1631/32 in das Haus des Malers Jusepe de Ribera und wurde Schüler des Aniello Falcone. Diese Ausbildung durchlief er auch bei Francesco Francanzano, der sein Schwager war. Im Frühjahr 1633 unternahm Rosa eine kleine Studienreise  durch Apulien und Kalabrien, um „die Natur zu erforschen und aufs Papier zu bannen“. In den Abruzzen wurde er von Banditen überfallen, und Gerüchten zufolge soll er sogar einige Zeit an deren Raubzügen teilgenommen oder zumindest mit ihnen zusammen gelebt haben.
Später kehrte er nach Neapel zurück, fand dort aber weder eine Anstellung noch regelmäßige Abnehmer seiner Werke. 1634 oder 1635 ging er nach Rom und lebte dort in der ersten Zeit ebenfalls in sehr großer Armut, später erhielt er die Förderung des Kardinals Francesco Maria Brancaccio aus Neapel. Neben vielen verschiedenen Arbeiten, um seinen Lebensunterhalt zu verdienen, schuf Rosa weiterhin Bild um Bild und mit der Zeit fand sich auch ein interessiertes Publikum.
In den nächsten Jahren konnte er sich sogar ein kleines Atelier leisten, in welchem sich dann regelmäßig Kunstinteressierte in geselliger Runde trafen. Während sich Rosa aber durch seine liebenswürdigen Eigenschaften Freunde und Gönner erwarb, machte er sich durch seinen beißenden Witz ebenso viele Feinde. So führte sein Spott über andere Künstler wie Gian Lorenzo Bernini, den er zum Ziel seiner Satire machte, und die Accademia S. Luca dazu, dass er Rom 1640 verließ und dem Ruf des Kardinals Giancarlo de’ Medici (1611–1663) nach Florenz folgte. An dessen Hof genoss Rosa hohes Ansehen und er traf sich dort mit den „Schöngeistern von Florenz“, also den Dichtern und Gelehrten. Sie vereinigte sich zu einer Art Akademie, veranstalteten Vorlesungen und Disputationen, spielten Theater. Er war mit „Signora Lucrezia“ verbunden, die ihm in Florenz und später auch in Rom jeweils einen Sohn gebar. Er kehrte 1649 nach Rom zurück und starb dort 1673 unmittelbar nach der Trauung mit seiner Konkubine.

## Werk

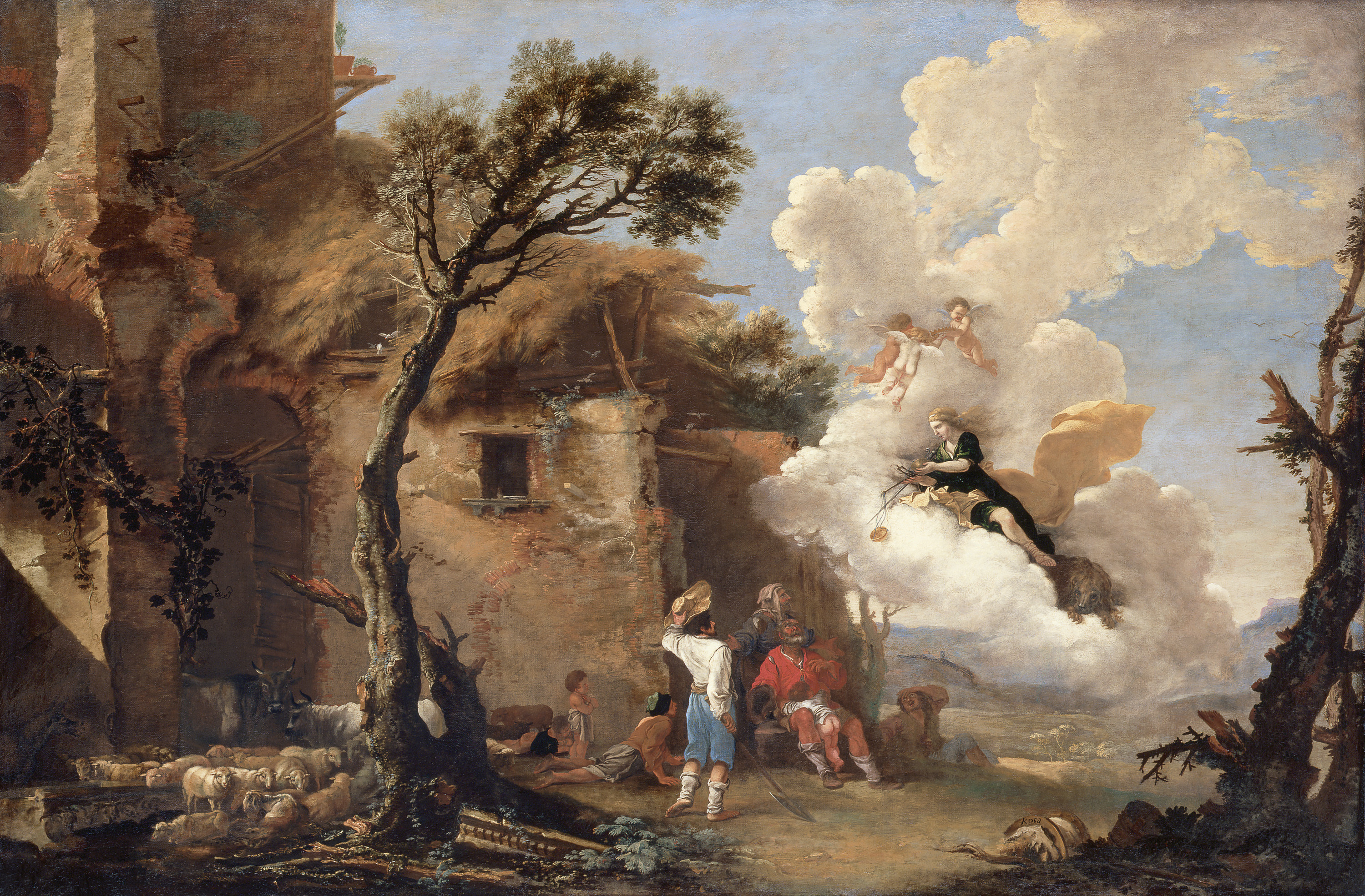
Astraias Abschied von den Hirten

Rosas eigentümliche Richtung spricht sich besonders in seinen landschaftlichen Darstellungen aus. Mit gewaltig sich aufgetürmten Felsmassen, starken, zackigen Baumstämmen, Sturmwolken oder Schlaglichtern erzielt er eine großartige Gesamtwirkung, bleibt aber im Einzelnen gelegentlich überdramatisiert und unwirklich. Staffiert sind seine Szenen mit Banditen, Soldaten, Hexen etc.
Rosa war, zusammen mit Aniello Falcone, der Begründer der Schlachtenmalerei als einer realistischen Darstellung der Kriegshandlung und das wichtigste Vorbild für Jacques Courtois. Ein großes Schlachtenbild befindet sich im Louvre, die Verschwörung des Catilina ist im Palazzo Pitti in Florenz zu sehen. Diese Gemälde schließen sich an Riberas Richtung an. Zahlreiche Bilder von Rosa befinden sich in England, andere im Louvre, in Dresden, Berlin, Wien, München oder Sankt Petersburg. Von vielen seiner Bilder wurden Stiche angefertigt. Er selbst radierte 85 Blätter, die mit großer Freiheit und Sicherheit behandelt wurden, aber in guten Abdrucken selten sind. Auch existieren von ihm „Satiren“ (Amsterdam 1664; neue Ausgabe Florenz 1770), deren eine, Die Dichtkunst, von Fiorillo auch eine Biographie des Künstlers (Göttingen 1785) enthält.
Werke (Auswahl)

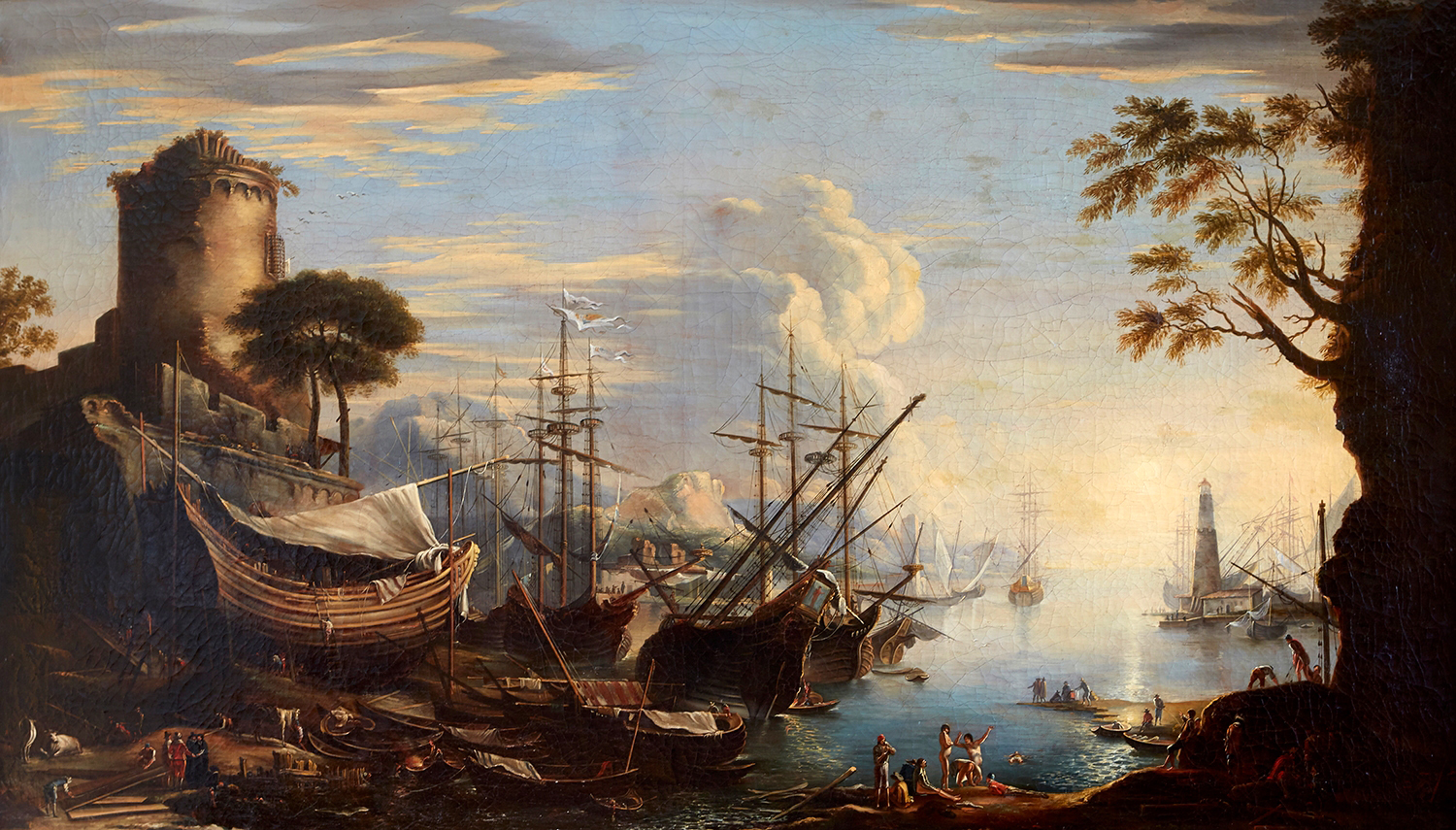
Marina del porto (1640)

- Schlacht, Öl auf Leinwand, 95 × 145 cm, Galleria degli Uffizi, Florenz[6]
- Der Zweifel des Heiligen Thomas, Retabel von 1638, Museo Municipale di Viterbo[4]
- Selbstbildnis, 1640, National Gallery, London[4]
- Bildnis der Lucrezia, um 1650, Palazzo Barberini, Rom[4]
- Sinnender Demokrit, 1651, Statens Museum for Kunst, Kopenhagen[4]
- Humana fragilitas, 1656, Fitzwilliam Museum, Cambridge[4]
- La Fortuna, 1659, J. Paul Getty Museum, Malibu[4]
- Saul und die Hexe von Endor, 1668, Musée du Louvre, Paris[4]
- Jason und der Drache, 1668, Musée des beaux-arts de Montréal[4]

## Literarische Adaptionen
- E. T. A. Hoffmann setzte Salvator Rosa mit seiner Novelle Signor Formica aus den Serapionsbrüdern ein literarisches Denkmal.